# Mehdi Khalsi
Mehdi Khalsi (* 6. Juni 1986) ist ein marokkanischer Boxer im Weltergewicht. Er war Teilnehmer der Olympischen Spiele 2008 und 2012.

## Karriere
Khalsis erstes internationales Turnier war das afrikanische Olympiaqualifikationsturnier 2008, bei dem er sich für die Olympischen Spiele 2008 in Peking qualifizierte. Bei den Olympischen Spielen schied er jedoch bereits im ersten Kampf gegen Dilshod Mahmudov, Usbekistan (11:3), aus.
Bei den Meisterschaften der Mittelmeeranrainerstaaten im Folgejahr erreichte Khalsi das Finale, welches er jedoch gegen Onder Sipal, Türkei (6:0), verlor und damit die Silbermedaille gewann. Weniger erfolgreich verlief seine erste Teilnahme bei den Weltmeisterschaften im selben Jahr, da er sich bereits im ersten Kampf gegen Mike Zewski, Kanada (10:2), geschlagen geben musste. 
Erst 2011 nahm Khalsi wieder an einer internationalen Meisterschaft, den Afrikameisterschaften, teil, scheiterte aber hier im Viertelfinale an Amor Bahri, Tunesien (18:8), und auch seine Teilnahme bei den Weltmeisterschaften 2011 war nicht von Erfolg gekrönt, da er nach einem Sieg über Dossou Houenou, Benin (29:8), in der Vorrunde an Alexis Vastine, Frankreich (18:7), scheiterte. Einen versöhnlichen Abschluss bekam das Wettkampfjahr für Khalsi noch, da er die Panarabischen Spiele mit einem Finalsieg über Hossam Bakr Abdin, Ägypten (+9:9), gewann.
Um die bei den Weltmeisterschaften 2011 verpasste Qualifikation für die Olympischen Spiele 2012 doch noch zu erreichen, nahm Khalsi am afrikanischen Olympiaqualifikationsturnier in Casablanca, teil, und konnte dieses nach Siegen u. a. über Seleman Kidunda, Tansania, Ilyas Abbadi, Algerien (7:6), und im Finale gegen Mohamed Diaby, Mali (13:9), gewinnen und sich somit einem Quotenplatz bei den Olympischen Spielen sichern.
Bei den Olympischen Spielen in London schied Khalsi wie schon 2008, wenn auch knapp, bereits im ersten Kampf aus. Sein Gegner war diesmal der Japaner Yasuhiro Suzuki (14:13).